# František Šádek
František Šádek (24. prosince 1921 Žilina – 4. října 2015 Praha) byl československý generál ČSLA, velitel Pohraniční stráže a politik Komunistické strany Československa slovenské národnosti (ovšem ve funkčním období 1981-86 volený v českých zemích). Působil jako poslanec Sněmovny lidu a Sněmovny národů Federálního shromáždění za normalizace.

## Biografie
Účastnil se Slovenského národního povstání coby velitel 2. pluku Jana Švermy. V roce 1945 absolvoval školu záložních důstojníků v Popradu, pak působil v Dolním Kubíně (velitel roty) a na východním Slovensku, kde se v letech 1946-1947 podílel na bojích proti banderovcům. V období let 1947-1948 absolvoval středoškolský vojenský kurs v Milovicích, v roce 1949 byl v Dolním Kubíně a v Olomouci velitelem roty a v letech 1949–1951 vystudoval Vysokou školu pěchoty ve Varšavě.
Od července roku 1951 velel 74. pěšímu pluku v Karlových Varech. Od září 1952 u tohoto útvaru působil jako zástupce velitele 12. pěší divize a dosáhl tehdy hodnosti podplukovníka. V roce 1954 byl převelen do Českých Budějovic, kde zastával funkci zástupce velitele 1. pěší divize. Od května 1955 byl velitelem této posádky (mezitím přejmenované na 15. střeleckou divizi). Setrval zde do září 1956. Pak studoval od září 1956 na Vojenské akademii Generálního štábu ozbrojených sil SSSR K. J. Vorošilova v Moskvě. Po absolvování této školy se v listopadu 1958 stal velitelem 13. tankové divize v Mladé. Od září 1959 byl náčelníkem štábu 4. armády v Táboře a od září 1960 velitelem 4. armády (na tomto postu setrval do roku 1964). V této době získal hodnost generálmajora. Od října 1964 byl náměstkem ministra národní obrany pro bojovou přípravu a od října 1966 zástupcem náčelníka Hlavní správy pozemního vojska MNO. V květnu 1967 dosáhl hodnosti generálporučíka. V polovině června 1968 byl jmenován zástupcem generálního inspektora Československé lidové armády. Od prosince 1968 byl velitelem Západního vojenského okruhu v Příbrami (od září 1969 po reorganizaci velitelem 1. armády tamtéž). V listopadu 1969 přešel na post funkce velitele Pohraniční stráže, kde setrval do konce roku 1981. V březnu 1982 se stal místopředsedou Ústředního výboru Československého svazu protifašistických bojovníků, kde působil do konce 80. let.
Angažoval se i politicky. Po volbách roku 1981 zasedl za KSČ do Sněmovny lidu (volební obvod č. 65 – Most-Chomutov, Severočeský kraj). Křeslo nabyl až dodatečně v červnu 1983 po doplňovacích volbách poté, co zemřel poslanec Václav Hůla. Ve volbách roku 1986 přešel do slovenské části Sněmovny národů (obvod Žilina, Středoslovenský kraj). Ve Federálním shromáždění setrval do konce funkčního období, tedy do svobodných voleb roku 1990. Netýkal se ho proces kooptací do Federálního shromáždění po sametové revoluci.
Počátkem 21. století čelil žalobě za své aktivity velitele Pohraniční stráže, kdy měl v roce 1978 iniciovat útok pohraničníků na skupinu bratranců Barešových, kteří unesli autobus se studenty říčanského gymnázia a chtěli prchnout do západního Německa v prostoru přechodu v Pomezí nad Ohří. Únos skončil smrtí řidiče autobusu Jana Nováka (* 7. 2. 1952, † 24. 5. 1978) a jednoho z únosců – Milana Bareše (* 12. 12. 1957, † 24. 5. 1978).
Zemřel v říjnu 2015 ve vojenské nemocnici v Praze, pohřben byl s vojenskými poctami na Olšanských hřbitovech, odkud jej rodina později přenesla do hrobu na Vokovickém hřbitově.

## Vyznamenání
- Československý válečný kříž 1939
- Československá medaile za zásluhy I. stupně
- Československá medaile Za chrabrost před nepřítelem
- Odznak Československého partyzána[12]
- Řád rudé zástavy
- Řád rudé hvězdy
- Řád práce 1981
- Medaile Za službu vlasti, 1955
- Dukelská pamětní medaile, 1959
- Vyznamenání Za zásluhy o obranu vlasti
- Vyznamenání Za zásluhy o výstavbu
- Pamětní medaile 40. výročí osvobození ČSSR